# Варга (приток Ирмеса)
Варга — небольшая река в России, протекает в Ивановской области.
Устье реки находится по правому берегу реки Ирмес, напротив села Подолец Шекшовского сельского поселения Гаврилово-Посадского района Ивановской области. Исток реки в 2 км юго-западнее устья. Длина реки незначительна. Не судоходна.
Вдоль русла реки населённых пунктов нет.